# Sparkasse Eckernförde
Die Sparkasse Eckernförde war eine öffentlich-rechtliche Sparkasse mit Sitz in Eckernförde in Schleswig-Holstein. Ihr Geschäftsgebiet umfasste den Kreisteil Eckernförde des Kreises Rendsburg-Eckernförde. 

## Geschichte
Die Sparkasse war im Wesentlichen ein Zusammenschluss dreier Sparkassen, die alle ihren Sitz in Eckernförde hatten. Im Laufe der Zeit schlossen sich kleinere Sparkassen den größeren Instituten an.
Im Jahr 1838 wurde als zweite Sparkasse im damaligen Kreis Eckernförde die Spar- und Leihkasse in Eckernförde als privates Institut von 23 Personen im öffentlichen Interesse und unter Mitwirkung der Mitglieder des Magistrats der Stadt Eckernförde gegründet. Nach mehreren gescheiterten Versuchen der Stadt Eckernförde, die Spar- und Leihkasse zu übernehmen, wurden 1909 sowohl die Kreissparkasse Eckernförde vom Kreis Eckernförde als auch die Städtische Sparkasse Eckernförde durch die Stadt Eckernförde gegründet. Die Städtische Sparkasse Eckernförde übernahm 1924 die Spar- und Leihkasse in Eckernförde und deren Namen. 1932 wurde wegen Änderungen des Sparkassenrechts und der damit verbundenen Umwandlung in eine Anstalt des öffentlichen Rechts eine Umbenennung in Spar- und Leihkasse der Stadt Eckernförde erforderlich. 1943 erfolgte auf Anordnung des Reichsministeriums für Wirtschaft die Zusammenlegung mit der Kreissparkasse Eckernförde zur Kreis- und Stadtsparkasse Eckernförde. Der Kreis und die Stadt Eckernförde einigten sich trotz der nationalsozialistischen Zwangsmaßnahmen schnell darauf, dem Kreis die Gewährträgerhaftung der neuen Sparkasse zu übertragen, was auch mit entsprechend großen Entscheidungsbefugnissen einherging. Im Gegenzug gehörte der Bürgermeister dann kraft Amtes zum Vorstand der Sparkasse und die Stadt erhielt 30 Prozent der zu verteilenden Überschüsse der Sparkasse.
Seit der Fusion mit der Sparkasse Hohn-Jevenstedt am 1. Januar 2002 führte das Institut offiziell die Bezeichnung Sparkasse Eckernförde. Vorher war dieser Name bereits als Kurzbezeichnung zulässig.
Fusionierungen mit kleineren Sparkasseninstituten waren insgesamt:
1919 Spar- und Leihkasse des Kirchspiels Bünsdorf (Gründung 1834)

1921 Spar- und Leihkasse zu Rieseby-Loose (1863)

1923 Waabser Spar- und Leihkasse, Kleinwaabs (1863)

1927 Spar- und Leihkasse des Kirchspiels Kosel, Fleckeby (1875)

1928 Schwansener Spar- und Leihkasse Karby (1877)

1932 Spar- und Leihkasse Gettorf (1860)

1932 Maaslebener Spar- und Leihkasse Holzdorf (1863)

1934 Hüttener Spar- und Leihkasse Ascheffel (1866)

2002 Sparkasse Hohn-Jevenstedt (1859)
Die Sparkasse Eckernförde, die Sparkasse Kiel und die Sparkasse Kreis Plön fusionierten mit Wirkung vom 1. Januar 2007 zur Förde Sparkasse.